# Rossigliasco
Rossigliasco (o Roncigliasco) è un rione di Biella. Il suo nome deriva dall'antica Porta Rossigliasco, che apriva a sud la via Maestra (oggi via Italia) per essere infine distrutta nel 1877.
Il rione è stato istituito ufficialmente il 9 settembre 1938 con deliberazione del podestà Giuseppe Serralunga, e corrisponde alla parte orientale del quartiere/circoscrizione Centro. A nord confina col rione Riva, la linea segue a ovest via della Repubblica, attraversa via Bertodano e prosegue lungo via Trento fino all'incrocio con via Bengasi, a sud percorre via Bengasi fino al Cervo, a est confina con la frazione di Chiavazza.
Ha incluso fino a Novembre del 2014 l'ospedale Degli Infermi, poi trasferito a sud del Villaggio Lamarmora, e in passato è stato luogo di imponenti stabilimenti dell'industria tessile (in larga parte di proprietà Rivetti). Fra gli edifici più importanti oggi attivi si annoverano il Palazzo di Giustizia e la Chiesa di San Francesco d'Assisi (un tempo collegata tramite un corridoio pedonale al vecchio ospedale).